# Gallop (azienda)
Gallop (株式会社ぎゃろっぷ?, Kabushiki Kaisha Gyaroppu), qualche volta accreditato come Studio Gallop, è uno studio di animazione giapponese.

## Produzioni

### Anime

#### Produzioni anime
- Akazukin Chacha
- Il mondo segreto di Ani Yoko
- Anime TV de Hakken! Tamagotchi
- Eyeshield 21
- Gaki Deka
- Genji Tsuushin Agedama
- Hataraki Man
- Un fiocco per sognare, un fiocco per cambiare
- Ririka, SOS!
- Initial D
- Kochira Katsushika-ku Kamearikouen-mae Hashutsujo
- Rossana
- Legendz
- Miracle Giants Dome-kun
- Morizo to Kikkoro
- Mack, ma che principe sei?
- Rurouni Kenshin
- L'isola del corallo
- D'Artagnan e i moschettieri del re
- Transformers: Robots in Disguise
- Prendi il mondo e vai
- Yu-Gi-Oh!
- Yu-Gi-Oh! GX
- Yu-Gi-Oh! 5D's

#### Fotografia
- Chikkun Takkun
- Mister Ajikko
- Rurouni Kenshin

### OVA
- One Pound Gospel
- Prefectural Earth Defense Force
- To-Y

### Film

#### Produzioni film
- Kiki - Consegne a domicilio
- Kenshin samurai vagabondo: The Movie
- Yu-Gi-Oh! - Il film
- Lamù - Only You
- Lamù - Remember My Love

#### Fotografia
- Cannon Fodder
- Magnetic Rose
- La Spada dei Kamui
- Street Fighter II The Movie

#### In corso
- Castle in the Sky
- Night on the Galactic Railroad